# Frankfurter Löwen
I Frankfurter Löwen sono stati una squadra di football americano, di Francoforte sul Meno, in Germania.

## Storia
La squadra è stata fondata nel 1977 (la prima in Germania) e ha vinto 2 volte il German Bowl. Hanno chiuso nel 1985.

## Dettaglio stagioni

### Tornei nazionali

#### Campionato

##### Bundesliga
| Stagione | regular season | regular season | regular season | regular season | regular season | regular season | playoff | playoff | playoff | playoff | playoff | playoff | playoff          | playoff            |
|          | Vin            | Par            | Per            | Tot            | PF             | PS             | Vin     | Par     | Per     | Tot     | PF      | PS      | risultato        | avversaria         |
| -------- | -------------- | -------------- | -------------- | -------------- | -------------- | -------------- | ------- | ------- | ------- | ------- | ------- | ------- | ---------------- | ------------------ |
| 1979     | 9              | 0              | 0              | 9              | 243            | 44             | 1       | 0       | 0       | 1       | 14      | 8       | Campioni         | Ansbach Grizzlies  |
| 1980     | 6              | 0              | 1              | 7              | 157            | 52             | 1       | 0       | 0       | 1       | 21      | 12      | Campioni         | Ansbach Grizzlies  |
| 1981     | 11             | 0              | 1              | 12             | 388            | 76             | 1       | 0       | 1       | 2       | 23      | 39      | German Bowl      | Ansbach Grizzlies  |
| 1982     | 6              | 0              | 6              | 12             | 240            | 231            | 0       | 0       | 1       | 1       | 0       | 66      | Quarti di finale | Düsseldorf Panther |
| 1983     | 5              | 0              | 5              | 10             | 211            | 170            | 0       | 0       | 1       | 1       | 0       | 30      | Quarti di finale | Düsseldorf Panther |
| 1984     | 7              | 0              | 7              | 14             | 276            | 275            | 0       | 0       | 1       | 1       | 0       | 55      | Quarti di finale | Düsseldorf Panther |
| Totale   | 44             | 0              | 20             | 64             | 1515           | 848            | 3       | 0       | 4       | 7       | 58      | 210     |                  |                    |

Fonti: Enciclopedia del Football - A cura di Roberto Mezzetti

## Palmarès
- 2 German Bowl (1979, 1980)